# You (Robin Stjernberg-dal)
A You (magyarul: Te) egy dal, amely Svédországot képviselte a 2013-as Eurovíziós Dalfesztiválon. A dalt a svéd Robin Stjernberg adta elő angol nyelven.

## Az Eurovíziós Dalfesztivál

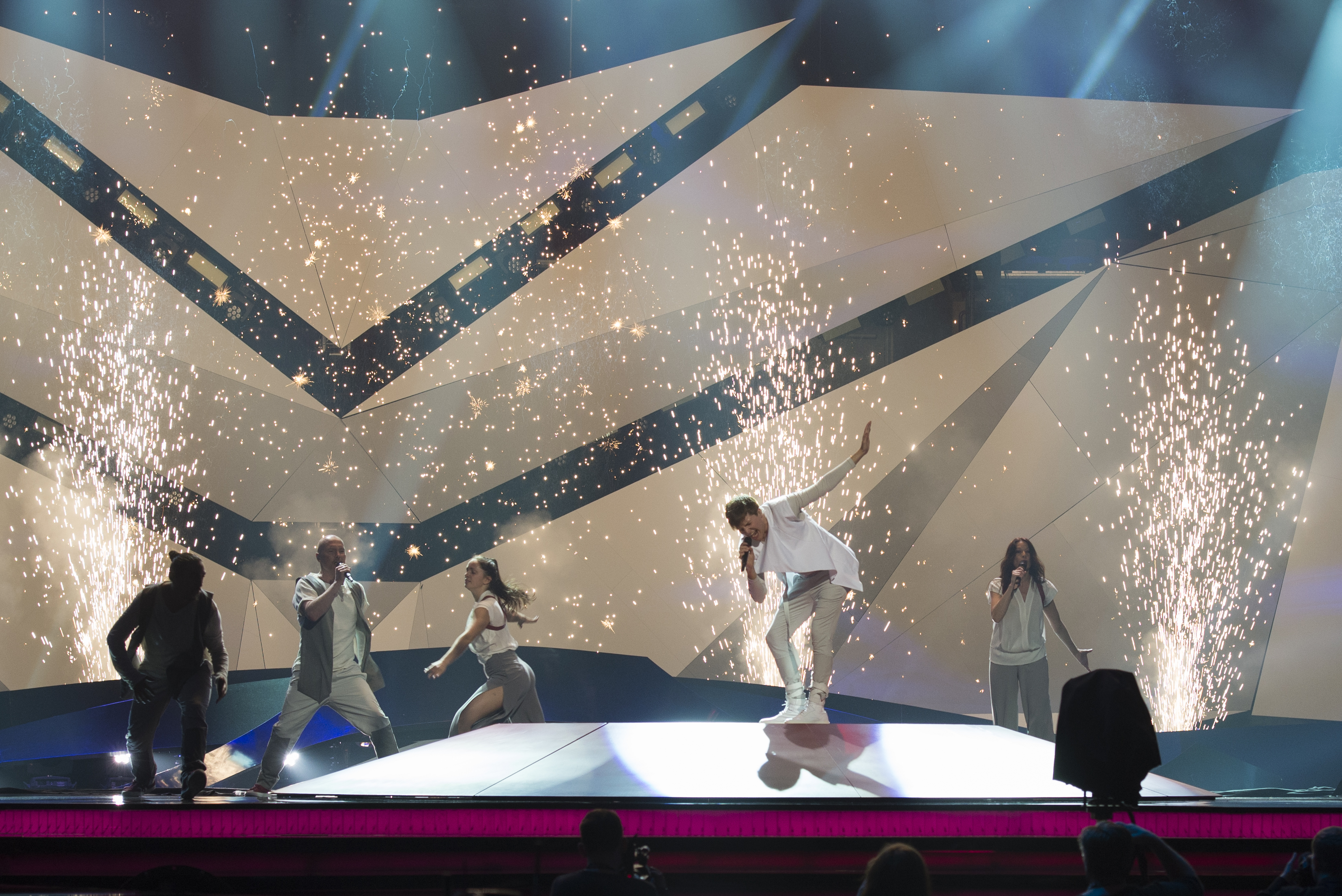
Színpadkép

A dal a 2013. március 9-én rendezett svéd nemzeti döntőben, a 2013-as Melodifestivalen fináléján nyerte el az indulás jogát. A döntőben a nézők és a nemzetközi zsűri szavazatai alapján derült ki a végeredmény. A dal pedig 166 ponttal az első helyen végzett, ami a tízfős döntőben elegendő volt a győzelemhez.
Svédország megnyerte a 2012-es Eurovíziós Dalfesztivált, ezért automatikusan a döntőbe jutottak és a dalnak nem kellett selejteznie az elődöntőkben.
A május 18-án rendezett döntőben a fellépési sorrendben tizenhatodikként adták elő, a brit Bonnie Tyler Believe in Me című dala után és a magyar ByeAlex Kedvesem (Zoohacker Remix) című dala előtt. A szavazás során 62 pontot kapott, mely a 14. helyet helyet jelentette a 26 fős mezőnyben.
A következő svéd induló Sanna Nielsen volt Undo című dalával a 2014-es Eurovíziós Dalfesztiválon, Koppenhágában.

## Külső hivatkozások
- Dalszöveg
- A You című dal előadása a svéd nemzeti döntőben